# Ishockey vid olympiska vinterspelen 2022
Ishockey vid olympiska vinterspelen 2022 spelades i hallarna Pekings Nationella inomhusstadion och LeSports Center i Peking i Kina. Totalt avgjordes 2 turneringar, en för herrar och en för damer.

## Deltagande länder

### Herrar
Kvalificerade lag:
| Grupp A      |
| ------------ |
| Kanada (1)   |
| USA (4)      |
| Tyskland (5) |
| Kina (32)    |

| Grupp B      |
| ------------ |
| Ryssland (3) |
| Tjeckien (6) |
| Schweiz (8)  |
| Danmark (12) |

| Grupp C       |
| ------------- |
| Finland (2)   |
| Sverige (7)   |
| Slovakien (9) |
| Lettland (10) |

Siffrorna efter landsnamnet anger rankingen för laget på IIHF:s världsrankinglista 2021. Kina är direktkvalificerat som värdland.

### Damer
Kvalificerade lag:
| Grupp A      |
| ------------ |
| USA (1)      |
| Kanada (2)   |
| Finland (3)  |
| Ryssland (4) |
| Schweiz (5)  |

| Grupp B      |
| ------------ |
| Japan (6)    |
| Tjeckien (7) |
| Sverige (9)  |
| Danmark (11) |
| Kina (20)    |

Siffrorna efter landsnamnet anger rankingen för laget på IIHF:s världsrankinglista 2021. Kina är direktkvalificerat som värdland.

## Medaljsammanfattning
| Gren                            | Guld | Silver | Brons |
| Herrarnas turnering Detaljer... | Finland Miro Aaltonen Marko Anttila Hannes Björninen Valtteri Filppula Niklas Friman Markus Granlund Teemu Hartikainen Juuso Hietanen Valtteri Kemiläinen Leo Komarov Mikko Lehtonen Petteri Lindbohm Saku Mäenalanen Sakari Manninen Joonas Nättinen Atte Ohtamaa Niko Ojamäki Juho Olkinuora Iiro Pakarinen Harri Pesonen Ville Pokka Toni Rajala Harri Säteri Frans Tuohimaa Sami Vatanen | ROC Sergei Andronov Timur Bilyalov Andrej Tjibisov Ivan Fedotov Stanislav Galijev Michail Grigorenko Arseni Gritsyuk Nikita Gusev Pavel Karnaukhov Artur Kayumov Artyom Minulin Nikita Nesterov Alexander Nikishin Sergej Plotnikov Alexander Samonov Kirill Semjonov Damir Sharipzyanov Vadim Sjipatjov Anton Slepysjev Sergei Telegin Vladimir Tkatjov Dmitri Voronkov Vjatjeslav Vojnov Jegor Jakovlev Aleksandr Jelesin | Slovakien Peter Cehlárik Michal Čajkovský Peter Čerešňák Marek Ďaloga Marko Daňo Martin Gernát Adrián Holešinský Marek Hrivík Libor Hudáček Tomáš Jurčo Miloš Kelemen Samuel Kňažko Branislav Konrád Michal Krištof Martin Marinčin Šimon Nemec Kristián Pospíšil Pavol Regenda Miloš Roman Mislav Rosandić Patrik Rybár Juraj Slafkovský Samuel Takáč Matej Tomek Peter Zuzin |
| Damernas turnering Detaljer...  | Kanada Erin Ambrose Ashton Bell Kristen Campbell Emily Clark Mélodie Daoust Ann-Renée Desbiens Renata Fast Sarah Fillier Brianne Jenner Rebecca Johnston Jocelyne Larocque Emma Maltais Emerance Maschmeyer Sarah Nurse Marie-Philip Poulin Jamie Lee Rattray Jill Saulnier Ella Shelton Natalie Spooner Laura Stacey Claire Thompson Blayre Turnbull Micah Zandee-Hart                      | USA Cayla Barnes Megan Bozek Hannah Brandt Dani Cameranesi Alexandra Carpenter Alex Cavallini Jesse Compher Kendall Coyne Schofield Brianna Decker Jincy Dunne Savannah Harmon Caroline Harvey Nicole Hensley Megan Keller Amanda Kessel Hilary Knight Abbey Murphy Kelly Pannek Maddie Rooney Abby Roque Hayley Scamurra Lee Stecklein Grace Zumwinkle                                                                     | Finland Sanni Hakala Jenni Hiirikoski Elisa Holopainen Sini Karjalainen Michelle Karvinen Anni Keisala Nelli Laitinen Julia Liikala Eveliina Mäkinen Petra Nieminen Tanja Niskanen Jenniina Nylund Meeri Räisänen Sanni Rantala Ronja Savolainen Sofianna Sundelin Susanna Tapani Noora Tulus Minttu Tuominen Viivi Vainikka Sanni Vanhanen Emilia Vesa Ella Viitasuo          |

## Medaljtabell
| Pl. | Nation    | Guld | Silver | Brons | Totalt |
| --- | --------- | ---- | ------ | ----- | ------ |
| 1   | Finland   | 1    | 0      | 1     | 2      |
| 2   | Kanada    | 1    | 0      | 0     | 1      |
| 3   | USA       | 0    | 1      | 0     | 1      |
| 4   | ROC       | 0    | 1      | 0     | 1      |
| 5   | Slovakien | 0    | 0      | 1     | 1      |
|     | Totalt    | 2    | 2      | 2     | 6      |

### Fotnoter
1. ↑  ”Spelschema för Hockey OS 2022 Alla matchtider under Ishockey OS”. Hockey-VM 2022 i Finland. https://vmhockey.se/os/spelschema/. Läst 4 februari 2022.
2. ↑  ”SvenskaFans”. www.svenskafans.com. https://www.svenskafans.com/hockeyzon/sa-spelas-os-2022-har-ar-spelschemat-och-tv-tiderna--639932. Läst 4 februari 2022.
3. ↑  ”Women's Gold Medal Game Results - Olympic Ice Hockey - Canada vs United States”. https://olympics.com/beijing-2022/olympic-games/en/results/ice-hockey/results-women-fnl-000100-.htm. Läst 19 februari 2022.
4. ↑  ”Women's Bronze Medal Game Results - Olympic Ice Hockey - Finland vs Switzerland”. https://olympics.com/beijing-2022/olympic-games/en/results/ice-hockey/results-women-fnl-000200-.htm. Läst 16 februari 2022.